# Saint-Georges-d'Annebecq
Pour les articles homonymes, voir Saint-Georges, Saint Georges (homonymie) et Georges.
Saint-Georges-d'Annebecq est une commune française, située dans le département de l'Orne en région Normandie, peuplée de 167 habitants.

## Géographie
| Le Grais | Faverolles               | Rânes    |
| Beauvain | Saint-Georges-d'Annebecq | Rânes    |
| Beauvain | La Chaux                 | La Chaux |

### Hydrographie
La commune est traversée par la ligne de partage des eaux entre les bassins hydrographiques Seine-Normandie et Loire-Bretagne. Elle est drainée par la Rouvre, le fossé 01 d'Annebecq, le fossé 01 de l'Asnerie, le fossé 07 de la Métairie, le ruisseau des Masses et un autre petit cours d'eau.
La Rouvre, d'une longueur de 46 km, prend sa source dans la commune de Beauvain et se jette  dans l'Orne à Mesnil-Villement, après avoir traversé 17 communes. 

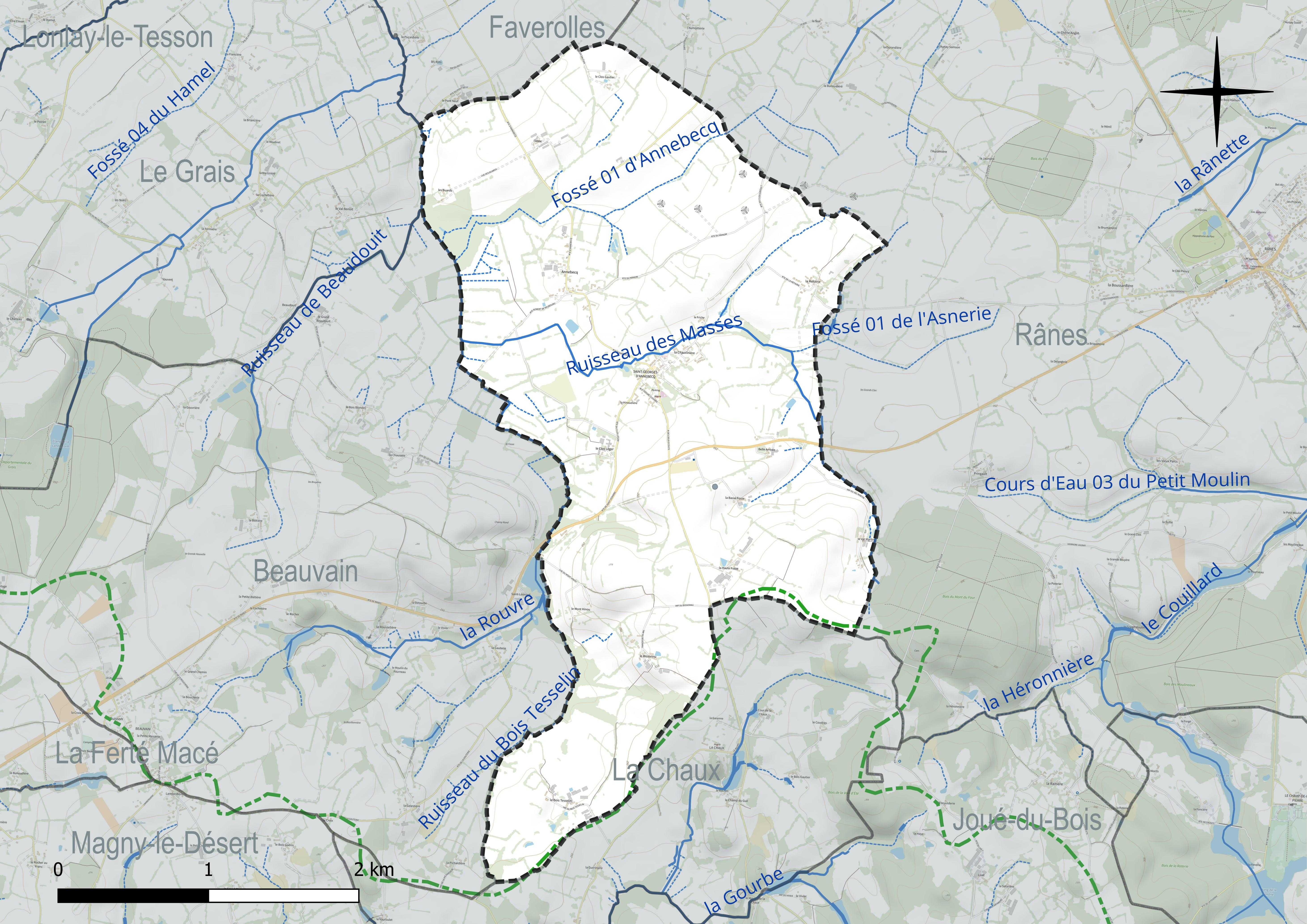
Réseau hydrographique de Saint-Georges-d'Annebecq.

### Climat
Pour des articles plus généraux, voir Climat de la Normandie et Climat de l'Orne.
En 2010, le climat de la commune est de type climat océanique altéré, selon une étude du CNRS s'appuyant sur une série de données couvrant la période 1971-2000. En 2020, Météo-France publie une typologie des climats de la France métropolitaine dans laquelle la commune est exposée à un climat océanique et est dans la région climatique Normandie (Cotentin, Orne), caractérisée par une pluviométrie relativement élevée (850 mm/a) et un été frais (15,5 °C) et venté. Parallèlement le GIEC normand, un groupe régional d’experts sur le climat, différencie quant à lui, dans une étude de 2020, trois grands types de climats pour la région Normandie, nuancés à une échelle plus fine par les facteurs géographiques locaux. La commune est, selon ce zonage, exposée à un « climat contrasté des collines », correspondant au Bocage normand, bien arrosé, voire très arrosé sur les reliefs les plus exposés au flux d’ouest, et frais en raison de l’altitude.
Pour la période 1971-2000, la température annuelle moyenne est de 9,9 °C, avec une amplitude thermique annuelle de 13,5 °C. Le cumul annuel moyen de précipitations est de 870 mm, avec 12,8 jours de précipitations en janvier et 7,5 jours en juillet. Pour la période 1991-2020, la température moyenne annuelle observée sur la station météorologique la plus proche, située sur la commune de Briouze à 10 km à vol d'oiseau, est de 10,9 °C et le cumul annuel moyen de précipitations est de 920,5 mm,. Pour l'avenir, les paramètres climatiques de la commune estimés pour 2050 selon différents scénarios d’émission de gaz à effet de serre sont consultables sur un site dédié publié par Météo-France en novembre 2022.

## Urbanisme

### Typologie
Au 1er janvier 2024, Saint-Georges-d'Annebecq est catégorisée commune rurale à habitat très dispersé, selon la nouvelle grille communale de densité à sept niveaux définie par l'Insee en 2022.
Elle est située hors unité urbaine. Par ailleurs la commune fait partie de l'aire d'attraction de La Ferté Macé, dont elle est une commune de la couronne,. Cette aire, qui regroupe 17 communes, est catégorisée dans les aires de moins de 50 000 habitants,.

### Occupation des sols

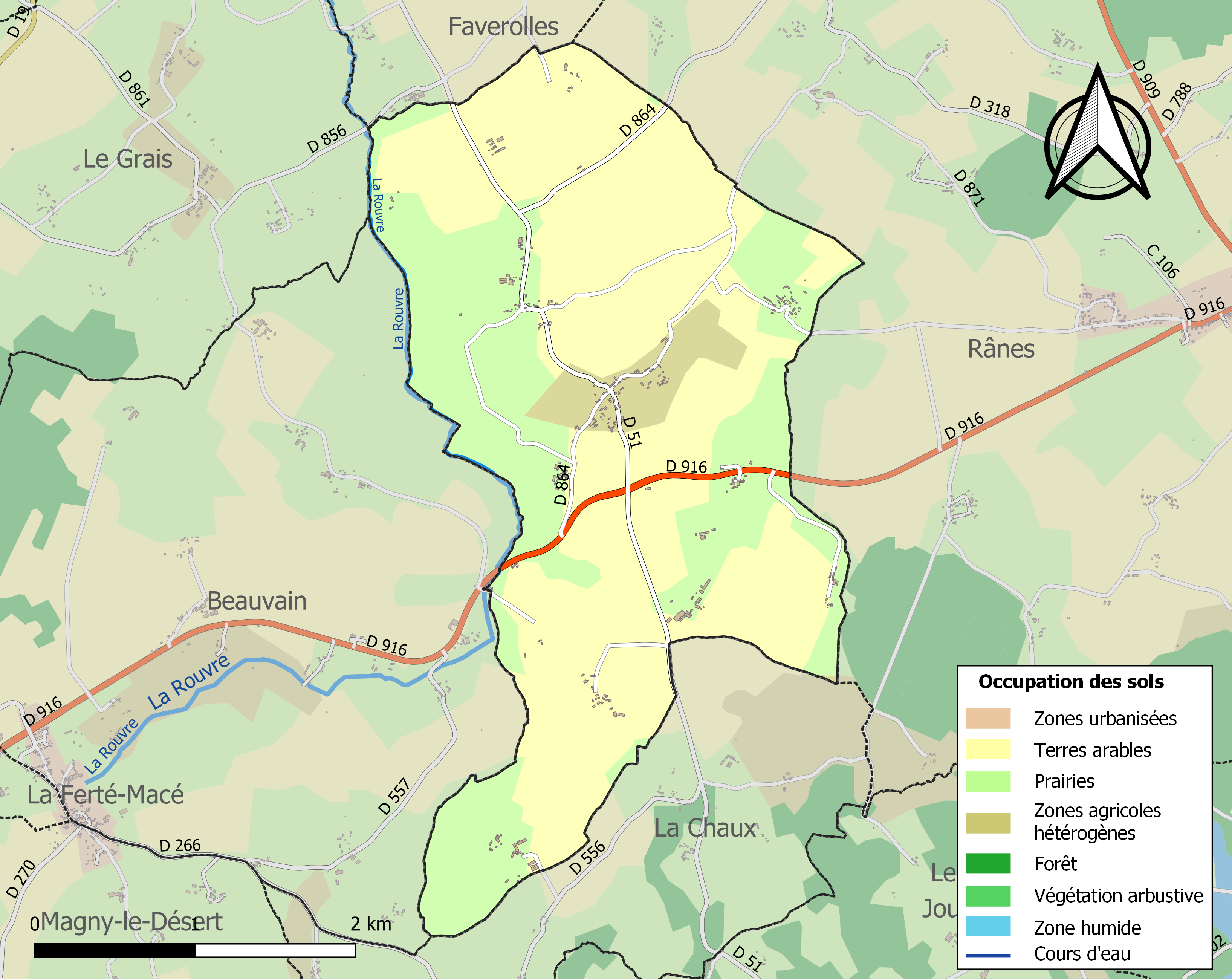
Carte des infrastructures et de l'occupation des sols de la commune en 2018 (CLC).

L'occupation des sols de la commune, telle qu'elle ressort de la base de données européenne d’occupation biophysique des sols Corine Land Cover (CLC), est marquée par l'importance des territoires agricoles (100 % en 2018), une proportion identique à celle de 1990 (100 %).
La répartition détaillée en 2018 est la suivante : terres arables (60,2 %), prairies (34,9 %), zones agricoles hétérogènes (4,9 %).
L'IGN met par ailleurs à disposition un outil en ligne permettant de comparer l’évolution dans le temps de l’occupation des sols de la commune (ou de territoires à des échelles différentes). Plusieurs époques sont accessibles sous forme de cartes ou photos aériennes : la carte de Cassini (XVIIIe siècle), la carte d'état-major (1820-1866) et la période actuelle (1950 à aujourd'hui).

## Toponymie
Le nom de la localité est attesté sous la forme Asnebec au XIe siècle, Saint Georges d'Annebecq en 1793.
La paroisse est dédiée à Georges de Lydda, martyr chrétien du IVe siècle.
Bien que le village soit situé un peu à l'écart de l'aire de diffusion de la toponymie scandinave, Asnebec a probablement une origine norroise. On peut y voir un nom norrois en -bec (de bekkr, ruisseau, cours d'eau) et asni « âne ».

## Histoire
(janvier 2013).
Pendant des siècles, Asnebec (ou Annebec puis Annebecq) fut un château fort faisant partie d'une ligne de défense protégeant la « frontière » sud du duché de Normandie. Le baron d'Asnebec (sur le plan civil et militaire) et le curé-doyen de la paroisse d'Asnebec (sur le plan religieux) avaient autorité sur une partie de la région alentour.
Le premier seigneur d'Asnebec connu est Roger de Beaumont (dont le fief principal se situe dans le Roumois autour de Beaumont-le-Roger et Pont-Audemer), éminent conseiller de Guillaume le Conquérant et de sa femme Mathilde administratrice du duché après la conquête de 1066. Il fait don des revenus des paroisses d'Asnebec, de Rasnes et de Faverolles à l'abbaye de Saint-Wandrille.
En 1138, assiégé par Geoffroy V d'Anjou (dans sa conquête du duché de Normandie contre le nouveau roi d'Angleterre) le château-fort d'Annebec échappe finalement aux assaillants (grâce à une trêve d'un an) à cause des liens anciens existant entre certains seigneurs de l'entourage du comte d'Anjou et Robert de Neubourg également seigneur d'Asnebec. Les châteaux de Carrouges, Écouché, Bazoches-au-Houlme… et leurs défenseurs n'ont pas cette chance.
En 1224, « Tout le fief de « Carrouge » est dans la mouvance du seigneur d'Annebec », et au maximum dix-sept fiefs de chevaliers relèvent de la baronnie d'Asnebec.
À la mort de Robert II de Neubourg, en 1243, la baronnie d'Asnebec échoit en héritage à une de ses filles Jeanne (mariée à Renaud de Maulévrier).
Vers 1380, Guillaume de Chamborant (« protégé du comte d'Alençon, conseiller et chambellan du roi », Charles VI) achète les baronnies d'Asnebec et de Raenne [sic] au sire de Maulévrier. En 1381, Guillaume de Beaurepaire fait aveu à Guillaume de Chamborand, baron d'Asnebec, pour le fief de Joué.
- 1384 : Guillaume de Méheudun sire de Rouvrou rachète les baronnies d'Asnebec et de Raenne à Guillaume de Chamborand.
- XVe siècle : le domaine de Ménil-Glaise relève de la baronnie d'Annebecq.
- 1419 : la baronnie d'Asnebec — ainsi que celle de Rasnes — est « accordée » — par le roi d'Angleterre (également duc de Normandie) — à l'un de ses fidèles partisans : Guérard Hungh qui est également l'adjoint du gouverneur de Falaise.
- Après 1450 et la défaite des Anglais, Samson de Saint-Germain — resté fidèle au roi de France — rentre en possession de ses terres dont Asnebec et Rasnes
- 1532 : René du Bois (écuyer) est seigneur du Mottey sur la paroisse d'Annebecq.
- 1566 : Asnebec est dévasté par les protestants.
- 1606 : la baronnie d'Asnebec est supprimée par sa « réunion et réincorporation… à la baronnie de Rasnes, appartenant à Charles d'Argouges, sieur de Grastot » (lettres patentes du roi Henri IV).
- 1657 : le doyen d'Asnebec s'appelle Coupry (précédemment chapelain du château du Bel en Joué-du-Bois).
- 1672 : Louis XIV crée le « marquisat de Rannes » (qui s'étend sur les paroisses de Rasnes, d'Asnebec, de Faverolles et de Montreuil) au profit de Nicolas d'Argouges, colonel général des Dragons.

À la Révolution française, la commune est rattachée au canton de Rasnes (Rânes) mais ce canton est supprimé en 1802. Annebec passe alors dans le canton de Briouze.
En 1981, un trésor monétaire — comportant 972 pièces d'argent, frappées entre le XIIe et le XIVe siècle en France et en Angleterre — est découvert au cours de travaux agricoles ; il a été déposé au musée de Normandie ; son inventaire a été publié par Jacqueline Pilet-Lemière dans une revue numismatique (la mise en sécurité de ce trésor pourrait dater de l'époque du roi Philippe IV le Bel mort en 1314).

## Politique et administration
| Période      | Période    | Identité           | Étiquette | Qualité           |
| ------------ | ---------- | ------------------ | --------- | ----------------- |
| (avant 2001) | mars 2008  | Jackie de Michiel  | SE        |                   |
| mars 2008    | avril 2014 | Jean-Claude Gosnet | SE        | Retraité          |
| avril 2014   | En cours   | Aurélien Baudoux   | SE        | Employé de banque |

### Politique environnementale
Un parc d’éoliennes est installé sur la commune de Saint-Georges-d'Annebecq. Une habitante a été condamnée sur reconnaissance préalable de culpabilité à 1 000 euros d’amende, pour conflit d’intérêts, puisqu’elle a fait installer ces éoliennes sur son terrain.

## Démographie
L'évolution du nombre d'habitants est connue à travers les recensements de la population effectués dans la commune depuis 1793. Pour les communes de moins de 10 000 habitants, une enquête de recensement portant sur toute la population est réalisée tous les cinq ans, les populations de référence des années intermédiaires étant quant à elles estimées par interpolation ou extrapolation. Pour la commune, le premier recensement exhaustif entrant dans le cadre du nouveau dispositif a été réalisé en 2004.
En 2022, la commune comptait 167 habitants, en évolution de +18,44 % par rapport à 2016 (Orne : −3,21 %, France hors Mayotte : +2,11 %).
| 1793 | 1800 | 1806 | 1821 | 1836 | 1841 | 1846 | 1851 | 1856 |
| ---- | ---- | ---- | ---- | ---- | ---- | ---- | ---- | ---- |
| 633  | 606  | 666  | 692  | 686  | 732  | 772  | 690  | 630  |

| 1861 | 1866 | 1872 | 1876 | 1881 | 1886 | 1891 | 1896 | 1901 |
| ---- | ---- | ---- | ---- | ---- | ---- | ---- | ---- | ---- |
| 615  | 605  | 553  | 515  | 459  | 431  | 397  | 411  | 412  |

| 1906 | 1911 | 1921 | 1926 | 1931 | 1936 | 1946 | 1954 | 1962 |
| ---- | ---- | ---- | ---- | ---- | ---- | ---- | ---- | ---- |
| 385  | 359  | 288  | 286  | 277  | 260  | 271  | 264  | 242  |

| 1968 | 1975 | 1982 | 1990 | 1999 | 2004 | 2006 | 2009 | 2014 |
| ---- | ---- | ---- | ---- | ---- | ---- | ---- | ---- | ---- |
| 228  | 219  | 203  | 187  | 177  | 167  | 164  | 144  | 144  |

| 2019 | 2022 | - | - | - | - | - | - | - |
| ---- | ---- | - | - | - | - | - | - | - |
| 158  | 167  | - | - | - | - | - | - | - |

## Culture locale et patrimoine

### Lieux et monuments
- Vestiges d'une motte féodale et d'une basse-cour fossoyée, à l'ouest du village, au confluent de deux ruisseaux[30]. Site de l'ancien château d'Annebecq, avec deux mottes castrales signalées vers 1031.
- Ruines d'un rempart, buttes, fossés dans un fond de prairie[31].

En 1836, dans un mémoire de la Société des Antiquaires de Normandie il est décrit ainsi :
« Asnebecq est dans un terrain plutôt bas qu'élevé, sur un fond de prairies.
La forteresse se composait d'un long rempart soutenu par de hautes buttes (mottes castrales) dont les deux principales sont presque encore entières. Des fossés, qui pouvaient être aisément remplis d'eau, défendaient les abords de ce château allongé qui semblait destiné à couvrir, à protéger une petite contrée ».
Robert de Neubourg fut assiégé dans le château par Geoffroy d'Anjou en 1138,.
- Ancien camp romain[32].
- Traces de l'ancien bourg d'Asnebec au lieu-dit Asnebec, route de Faverolles.
- Le Moulin, donné en 1086 par Roger de Beaumont à l'abbaye Saint-Wandrille de Fontenelle, avec les paroisses d'Asnebec, de Rasnes et de Faverolles,  est le plus ancien moulin à foulon à avoir été signalé dans la partie nord de la France.